# Eduardo Reguero
Eduardo Ramón Reguero (Mendoza, 9 de abril de 1911 - desconocido) fue un policía argentino. Ocupó por tres años el puesto de 31° gobernador del antiguo Territorio Nacional de Misiones del 21 de diciembre de 1949 al 31 de diciembre de 1952. Fue también Gobernador del Territorio Nacional de La Pampa entre 1946 y 1948 y gobernador interino de la misma entre 1948 y 1949.

## Biografía
Hijo de los inmigrantes españoles Bárbara Bolaños nacida en Orgiva y Antonio Reguero nacido en Pampaneira, ambos de la Alpujarra granadina, Granada, España, quienes emigran a la Argentina y forman su familia de 5 hijos en Mendoza.
Previamente a desempeñarse en la administración pública, asistió a la Universidad Popular de Mendoza y fue becado por la Policía Federal para realizar estudios técnicos. Fue Jefe de Investigaciones de la policía provincial de Catamarca entre 1943 y 1945, jefe de policía de San Luis entre 1945 y 1946 y jefe de policía de La Pampa entre 1946 y 1948.
Designado Gobernador de Misiones por el presidente Juan Domingo Perón que abogaba por la designación de un militante local. Junto al gobierno nacional creó el Instituto Provincial del Tabaco, como mercado regulador de la producción tabacalera regional
Durante su mandato, junto con el apoyo por parte del gobierno favorecieron la producción ganadera e industrial, de modo que la situación financiera de la provincia mejoró por el aumento de las recaudaciones; además se emprendieron una serie de obras públicas como el alcantarillado y puesta de cloacas en Posadas y el Dorado.Arrechea.Su gobierno se tradujo en el impulsó al sector yerbatero, y la consolidación de nuevos sectores económicos como el sector forestal, al tabacalero y al tealero. Se consolidó la política intervencionista estatal y se afianzaron los organismos regulatorios.
Su gobierno dio fuerte impulso a la construcción de caminos y rutas pavimentadas, y se pavimentaron calles en gran cantidad de ciudades y pueblos; se construyó alrededor de 12.000 viviendas populares. Se construyeron los hospitales de las ciudades de Goya y Paso de los Libres. Su sucesor fue Claudio Arrechea.